# Rybník u Velelib
Rybník u Velelib je rybník o rozloze vodní plochy asi 3,5 ha, nalézající se v polích na potoce Liduška asi 600 m západně od centra vesnice Veleliby v okrese Nymburk. Leží na katastru obce Dvory. 
Rybník je využíván pro chov ryb.

## Galerie

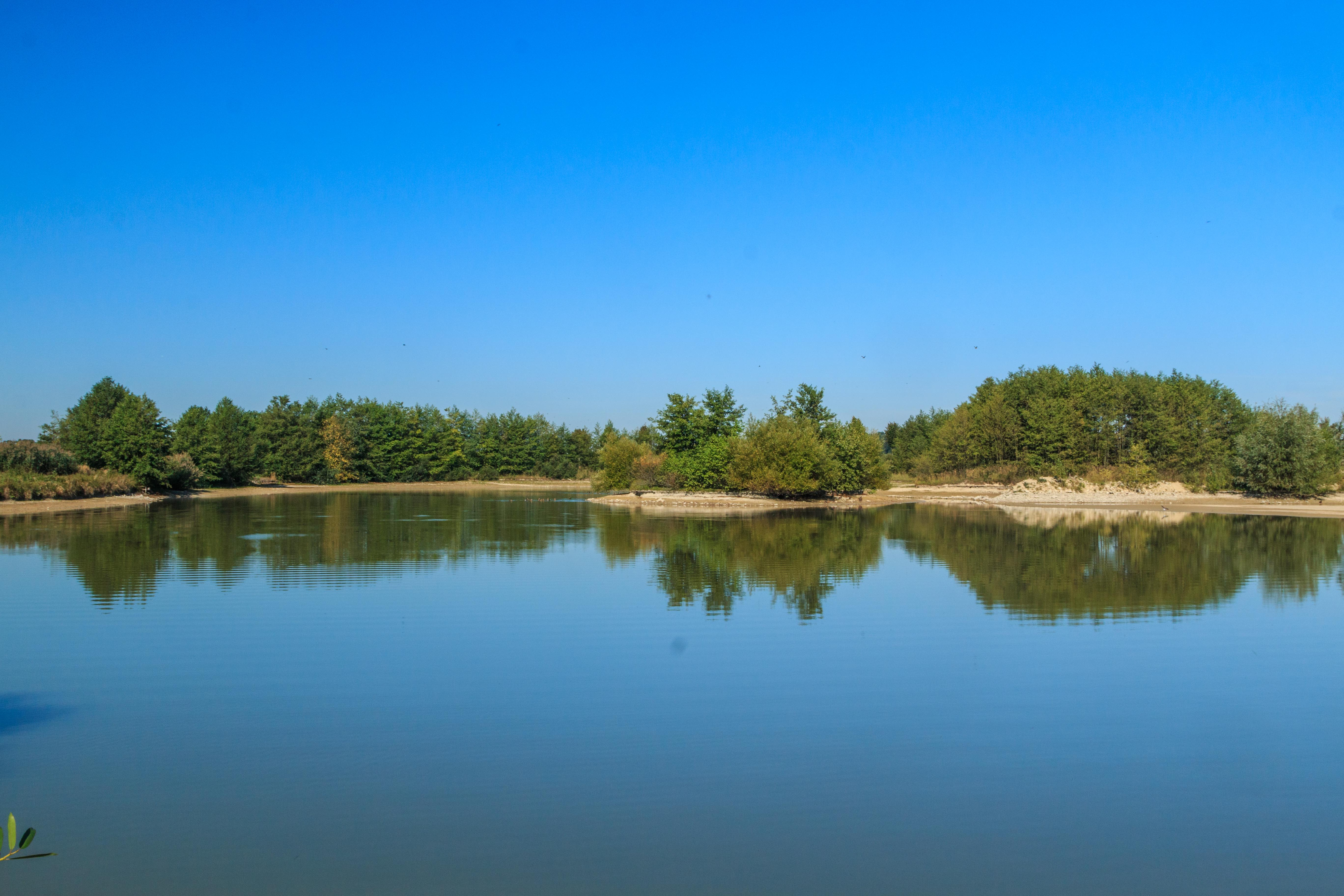
Rybník u Velelib
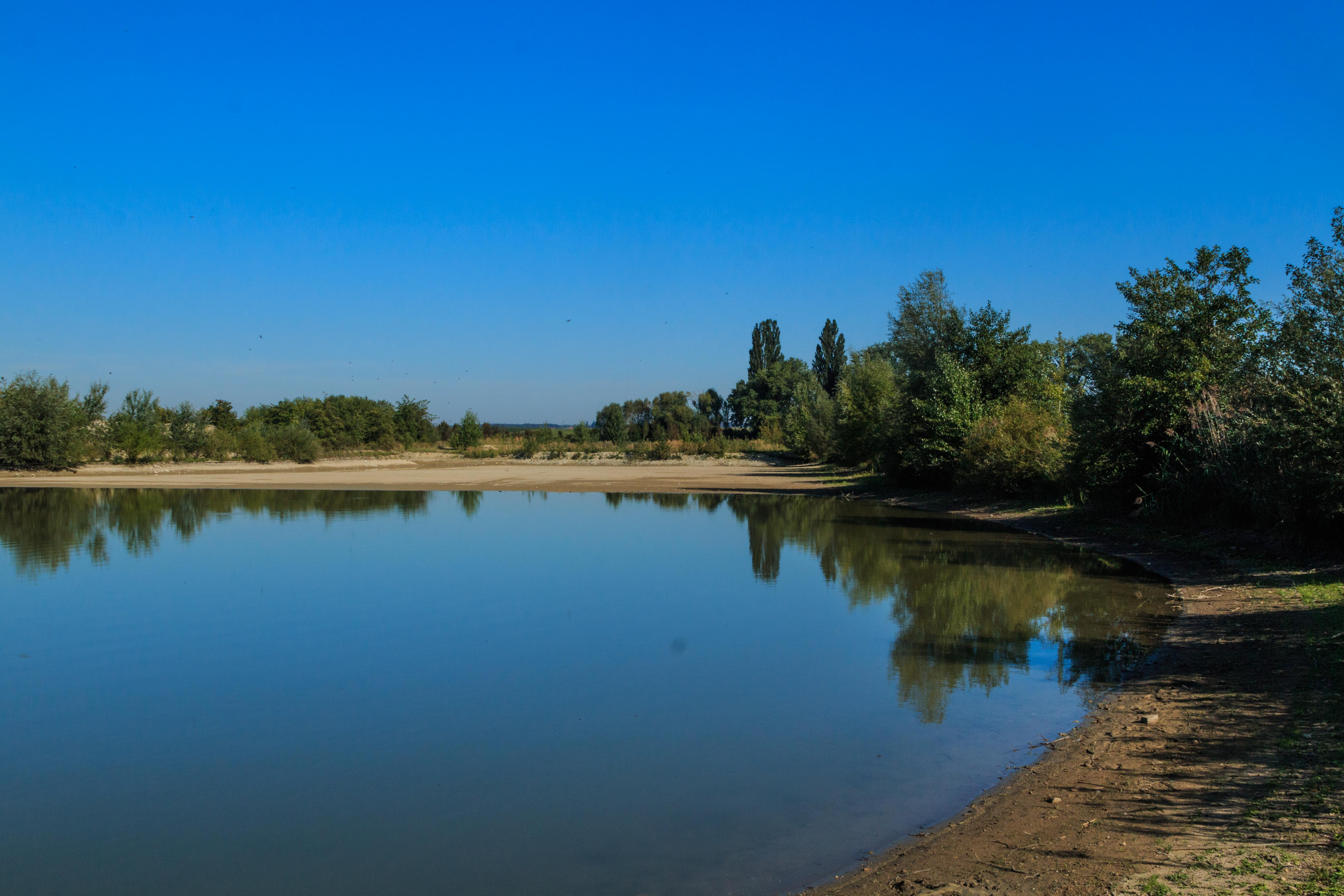
Rybník u Velelib